# 906 (numero)
Novecentosei (906) è il numero naturale dopo il 905 e prima del 907.

## Proprietà matematiche
- È un numero pari.
- È un numero composto con 8 divisori: 1, 2, 3, 6, 151, 302, 453, 906. Poiché la somma dei suoi divisori (escluso il numero stesso) è 918 > 906, è un numero abbondante.
- È un numero sfenico.
- È un numero semiperfetto in quanto pari alla somma di alcuni (o tutti) i suoi divisori.
- È un numero palindromo e un numero ondulante nel sistema posizionale a base (12) (636).
- È un numero odioso.
- È un numero intero privo di quadrati.
- È parte delle terne pitagoriche  (906, 1208, 1510), (906, 22792, 22810), (906, 68400, 68406), (906, 205208, 205210).

## Astronomia
- 906 Repsolda è un asteroide della fascia principale del sistema solare.
- NGC 906 è una galassia spirale della costellazione di Andromeda.

## Astronautica
- Cosmos 906 è un satellite artificiale russo.